# Hexatoma magnifica
Hexatoma magnifica är en tvåvingeart som först beskrevs av Alexander 1914.  Hexatoma magnifica ingår i släktet Hexatoma och familjen småharkrankar.
Artens utbredningsområde är Guatemala. Inga underarter finns listade i Catalogue of Life.